# Bernabé Celis
Bernabé Celis Carrillo (San Andrés; 19 de septiembre de 1955) es un economista y político colombiano, ex Senador de la República. Es miembro del Cambio Radical y ha sido elegido para integrar el Senado y la Cámara de Representantes de Colombia.

## Carrera profesional
Celis Carrillo es graduado como economista por la Universidad Cooperativa de Colombia, especialista en Gerencia de Empresas y en Derecho Constitucional y Parlamentario. Militó en el Partido Liberal Colombiano, a nombre del cual fue elegido Concejal de San Andrés (1990-1992) y Diputado de la Asamblea Departamental de Santander (1992-1997) y Representante a la Cámara (1998-2006); formó parte del movimiento Nuevo Liberalismo, en 2005 adhirió al Partido Cambio Radical y ha sido elegido como senador por esta colectividad en 2006 y 2010.

## Congresista de Colombia
En las elecciones legislativas de Colombia de 2006, Celis Carrillo fue elegido senador de la república de Colombia con un total de 30.099 votos. Posteriormente, en las elecciones legislativas de Colombia de 2010, Celis Carrillo fue reelecto senador con un total de 53.437 votos.
En las elecciones legislativas de Colombia de 1998, Celis Carrillo fue elegido miembro de la Cámara de Representantes de Colombia con un total de 56.511 votos. Luego, en las elecciones legislativas de Colombia de 2002, Celis Carrillo fue reelecto miembro de la Cámara con un total de 40.312 votos. 

### Iniciativas
El legado legislativo de Bernabé Celis Carrillo se identificó por su participación en las siguientes iniciativas desde el congreso:

- Homenaje al municipio de Charalá, departamento de Santander, por su aporte a la gesta libertadora con la Batalla del Pienta, y por ser la cuna del prócer y “Tribuno del Pueblo” (Aprobado).[8]
- Reformar las tarifas a la figura de ejecución pública de la música (Archivado).[9]
- Prohibir que las entidades territoriales deleguen, a cualquier título, la administración de los diferentes tributos a terceros.[10]
- Propuesta de crearle un nuevo inciso al artículo 356 de la Constitución, el cual versa sobre el Sistema General de Participaciones de las entidades territoriales en los recursos de la Nación (Retirado).[11]
- Crear el Festival Internacional de la Cultura Popular Santandereana (Aprobado).[12]
- Propuesta que todo empleado que cumpla la edad de sesenta y siete (67) años será retirado del servicio de pensiones y no podrá ser reintegrado.[13]
- Crear tarifas especiales para los estudiantes y personas de la tercera edad en que utilicen servicios públicos de transporte masivo de pasajeros en Colombia.[14]
- Asegurar la prestación eficiente y continua de los servicios públicos.[15]
- Departamento del Amazonas tendría una legislación especial en materia ambiental, turística, cultural, administrativa, aduanera, tributaria, fiscal, de comercio y de fomento económico (Retirado).[16]
- Formar a la ciudad de Buenaventura en Distrito Especial, Industrial, Portuario y Biodiverso (Aprobado).[17]

## Carrera política
Su trayectoria política se ha identificado por:

### Partidos políticos
A lo largo de su carrera ha representado los siguientes partidos:
| Partido político | Fecha Inicio        | Fecha Fin           |
| Cambio Radical   | 20 de julio de 2002 |                     |
| Partido Liberal  | 20 de julio de 1998 | 19 de julio de 2002 |

### Cargos públicos
Entre los cargos públicos ocupados por Bernabé Celis Carrillo, se identifican:
| Cargo público             | Partido político  | Fecha Inicio        | Fecha Fin           |
| Senador                   | Cambio Radical    | 20 de julio de 2006 | 19 de julio de 2018 |
| Representante a la Cámara | Nuevo Liberalismo | 20 de julio de 2002 | 19 de julio de 2006 |
| Representante a la Cámara | Partido Liberal   | 20 de julio de 1998 | 19 de julio de 2002 |